# Slaget ved Kolubara
Slaget ved Kolubara udspillede sig 3.-15. december 1914 mellem Serbien og de invaderende styrker fra Østrig-Ungarn under 1. verdenskrig. 